# Cyfrowe wywołanie selektywne
Cyfrowe wywołanie selektywne (ang. Digital Selective Calling, DSC) – jeden z głównych elementów składowych systemu GMDSS. Umożliwia automatyczne przesyłanie komunikatów o niebezpieczeństwie przez radiowe łącza nie-satelitarne na częstotliwościach VHF, HF i MF.
System DSC wykorzystuje transmisję cyfrową oraz kilka technik przesyłowych w celu uniezależnienia przesyłanych sygnałów od zakłóceń. Dzięki temu system cechuje się znacznie większą niezawodnością oraz większym zasięgiem o ok. 25%. Oparty na wykorzystaniu dwu tonów 1300 Hz i 2100 Hz wykorzystujący modulację FSK zgodnie ze specyfikacją  ITU M.493.

## Literatura
- John Payne: Boat Communication. Dobbs Ferry: Sheridan House, 2006, s. 106. ISBN 1-57409-229-4. (ang.).